# Resimaguina sulla
Resimaguina sulla är en insektsart som beskrevs av Young 1986. Resimaguina sulla ingår i släktet Resimaguina och familjen dvärgstritar. Inga underarter finns listade i Catalogue of Life.